# Marcelino Carmona
Marcelino Carmona – portorykański bokser, srebrny medalista igrzysk Ameryki Środkowej i Karaibów w San Juan z roku 1966.

## Kariera
W 1966 roku Carmona zajął drugie miejsce w kategorii półciężkiej na igrzyskach Ameryki Środkowej i Karaibów, które rozgrywane były w San Juan. W finale rywalem Kolumbijczyka był Wenezuelczyk José del Carmen Rondón, który wygrał przez nokaut w drugiej rundzie, zdobywając złoty medal.